# Ferencváros TC
Ferencváros Budapesta (oficial Ferencvárosi Torna Club, acronim FTC) este un club sportiv care operează un număr de echipe în Budapesta, dintre care cele mai renumite sunt cea de fotbal și cea de handbal. Înființat la 3 mai 1899 în cartierul Ferencváros din Budapesta. A câștigat de 30 de ori campionatul Ungariei și de 23 de ori Cupa Ungariei. A câștigat Cupa Europei Centrale în anii 1928 și 1937 și Cupa Orașelor Târguri în 1965. 
Culorile reprezentative ale clubului sunt verdele și albul. Echipa își dispută meciurile pe noua Groupama Arena, aceasta având 22.000 de locuri pe scaune.

## Numele
- 1899 : Ferencvárosi Torna Club
- 1926 : Ferencváros Football Club
- 1944 : Ferencvárosi Torna Club
- 1949 : ÉDOSZ, Élelmezésipari Dolgozók Szakszervezetének Sport Egyesülete
- 1950 : Bp. Kinizsi, Budapesti Kinizsi Sport Egyesület
- 1956 : Ferencvárosi Torna Club

## Palmares

### Palmares național
| Nume               | Medalia de aur | Medalia de argint | Medalia de bronz |
| ------------------ | --- | --- | --- |
| NB1                | 1903, 1905, 1906/07, 1908/09, 1909/10, 1910/11, 1911/12, 1912/13, 1925/26, 1926/27, 1927/28, 1931/32, 1933/34, 1937/38, 1939/40, 1940/41, 1948/49, 1962/63, 1964, 1967, 1968, 1975/76, 1980/81, 1991/92, 1994/95, 1995/96, 2000/01, 2003/2004, 2015/2016, 2018/2019, 2019/2020, 2020/2021, 2021/22, 2022/23 (Total 34 de titluri naționale) | 1902, 1904, 1907/08, 1913/14, 1917/18, 1918/19, 1921/22, 1923/24, 1924/25, 1928/29, 1929/30, 1934/35, 1936/37, 1938/39, 1943/44, 1945 primăvară, 1949/50, 1959/60, 1965, 1966, 1970 primăvară, 1970/71, 1972/73, 1973/74, 1978/79, 1981/82, 1982/83, 1988/89, 1990/91, 1997/98, 1998/99, 2001/02, 2002/03, 2004/05, 2014/2015, 2017/18 | 1901, 1919/20, 1920/21, 1922/23, 1930/31, 1932/33, 1935/36, 1942/43, 1947/48, 1954, 1955, 1957/58, 1961/62, 1963 toamnă, 1969, 1974/75, 1976/77, 1989/90, 1992/93, 2010/2011, 2019/14 |
| Cupa Ungariei      | 1913, 1922, 1927, 1928, 1933, 1935, 1942, 1943, 1944, 1958, 1972, 1974, 1976, 1978, 1991, 1993, 1994, 1995, 2003, 2004, 2015, 2016, 2017, 2022 (Total 24) | 1912, 1931, 1932, 1966, 1977, 1979, 1986, 1989, 2005 | |
| Supercupa Ungariei | 1993, 1994, 1995, 2004, 2015, 2016 (Total 6) | 1992, 2003 | |
| NB2                | 2008/09 | 2006/07 | 2007/08 |

### Palmares internațional
- Cupa Challenge
  - Campioană (1): 1908-1909
  - Vice-Campioană (1): 1910-1911

- Cupa Mitropa
  - Câștigătoare (2): 1928, 1937
  - Finalistă (4): 1935, 1938, 1939, 1940.

- Cupa Orașelor Târguri (azi Cupa UEFA)
  - Câștigătoare (1): 1964-1965
  - Finalistă (1): 1967-1968

- Cupa Cupelor
  - Finalistă (1): 1974-1975

- Ferencváros este prima echipă din Ungaria, care în 1995 a reușit performanța de a califica în grupele Ligii Campionilor, unde depășindu-se echipa Grasshopper Club Zürich, cu o victorie, 2 meciuri de egalitate, acumulând 5 puncte, a terminat pe locul 3 în grupă.

#### Cea mai mare realizare
În 23 iunie 1965, la Torino, în fața celor 30.000 de spectatori echipa a jucat finala Cupei Orașelor Tîrguri (acum Cupa UEFA) contra echipei Juventus FC. Singurul gol al meciului a fost marcat de Fenyvesi Máté în minutul 74, astfel echipa câștigând trofeul.
| Echipa câștigătoare:      | Echipa câștigătoare: | Echipa câștigătoare: | Echipa câștigătoare: | Echipa câștigătoare: | Echipa câștigătoare: | Echipa câștigătoare: | Echipa câștigătoare: | Echipa câștigătoare: | Echipa câștigătoare: | Echipa câștigătoare: | Echipa câștigătoare: | Echipa câștigătoare: | Echipa câștigătoare: | Echipa câștigătoare: | Echipa câștigătoare: | Echipa câștigătoare: | Echipa câștigătoare: | Echipa câștigătoare: | Echipa câștigătoare: | Echipa câștigătoare: | Echipa câștigătoare: | Echipa câștigătoare: | Echipa câștigătoare: | Echipa câștigătoare: | Echipa câștigătoare: | Echipa câștigătoare: | Echipa câștigătoare: | Echipa câștigătoare: | Echipa câștigătoare: |
| ------------------------- | -------------------- | -------------------- | -------------------- | -------------------- | -------------------- | -------------------- | -------------------- | -------------------- | -------------------- | -------------------- | -------------------- | -------------------- | -------------------- | -------------------- | -------------------- | -------------------- | -------------------- | -------------------- | -------------------- | -------------------- | -------------------- | -------------------- | -------------------- | -------------------- | -------------------- | -------------------- | -------------------- | -------------------- | -------------------- |
| 1 Géczi István            |                      |                      |                      |                      |                      |                      |                      |                      |                      |                      |                      |                      |                      |                      |                      |                      |                      |                      |                      |                      |                      |                      |                      |                      |                      |                      |                      |                      |                      |
| 2 Novák Dezső             | 2 Novák Dezső        | 2 Novák Dezső        | 2 Novák Dezső        | 2 Novák Dezső        | 2 Novák Dezső        | 2 Novák Dezső        | 2 Novák Dezső        | 2 Novák Dezső        | 2 Novák Dezső        | 3 Mátrai Sándor      | 3 Mátrai Sándor      | 3 Mátrai Sándor      | 3 Mátrai Sándor      | 3 Mátrai Sándor      | 3 Mátrai Sándor      | 3 Mátrai Sándor      | 3 Mátrai Sándor      | 3 Mátrai Sándor      | 3 Mátrai Sándor      | 4 Horváth László     | 4 Horváth László     | 4 Horváth László     | 4 Horváth László     | 4 Horváth László     | 4 Horváth László     | 4 Horváth László     | 4 Horváth László     | 4 Horváth László     | 4 Horváth László     |
| 5 Juhász István           | 5 Juhász István      | 5 Juhász István      | 5 Juhász István      | 5 Juhász István      | 5 Juhász István      | 5 Juhász István      | 5 Juhász István      | 5 Juhász István      | 5 Juhász István      | 5 Juhász István      | 5 Juhász István      | 5 Juhász István      | 5 Juhász István      | 5 Juhász István      | 6 Orosz Pál          | 6 Orosz Pál          | 6 Orosz Pál          | 6 Orosz Pál          | 6 Orosz Pál          | 6 Orosz Pál          | 6 Orosz Pál          | 6 Orosz Pál          | 6 Orosz Pál          | 6 Orosz Pál          | 6 Orosz Pál          | 6 Orosz Pál          | 6 Orosz Pál          | 6 Orosz Pál          | 6 Orosz Pál          |
| 7 Karába János            | 7 Karába János       | 7 Karába János       | 7 Karába János       | 7 Karába János       | 7 Karába János       | 8 Varga Zoltán       | 8 Varga Zoltán       | 8 Varga Zoltán       | 8 Varga Zoltán       | 8 Varga Zoltán       | 8 Varga Zoltán       | 9 Albert Flórián     | 9 Albert Flórián     | 9 Albert Flórián     | 9 Albert Flórián     | 9 Albert Flórián     | 9 Albert Flórián     | 10Rákosi Gyula       | 10Rákosi Gyula       | 10Rákosi Gyula       | 10Rákosi Gyula       | 10Rákosi Gyula       | 10Rákosi Gyula       | 11Fenyvesi Máté      | 11Fenyvesi Máté      | 11Fenyvesi Máté      | 11Fenyvesi Máté      | 11Fenyvesi Máté      | 11Fenyvesi Máté      |
| Antrenor: Mészáros József |                      |                      |                      |                      |                      |                      |                      |                      |                      |                      |                      |                      |                      |                      |                      |                      |                      |                      |                      |                      |                      |                      |                      |                      |                      |                      |                      |                      |                      |

## Jucători importanți
| - Albert Flórián - Amsel Ignác - Bálint László - Blum Zoltán - Borbás Gáspár - Branikovits László - Bródy Sándor - Budai László - Bukovi Márton - Czibor Zoltán - Csanádi Árpád - Dalnoki Jenő - Deák Ferenc - Détári Lajos - Ebedli Zoltán - Dr. Fenyvesi Máté - Fodor Imre - Furmann Károly - Géczi István - Gera Zoltán - Hungler II János - Juhász István - Katona Sándor - Keller József |  | - Kocsis Sándor - Kohut Vilmos - Korányi Lajos - Koródy Károly - Kubala László - Kű Lajos - Lakat Károly dr. - Lázár Gyula - Lipcsei Péter - Lisztes Krisztián - Lyka II Antal - Martos Győző - Mátrai Sándor - Megyesi István - Mészáros József - Mucha József - Novák Dezső - Nyilasi Tibor - Orosz Pál dr. - Páncsics Miklós - Pataki Mihály - Pogány László - Pusztai László - Rab Tibor |  | - Rákosi Gyula - Rudas Ferenc - Sárosi György - Schlosser Imre - Simon Tibor - Szabics Imre - Szokolai László - Szőke István - Szűcs Lajos - Szűcs Lajos - Takács I Géza - Takács II József - Takács László - Táncos Mihály - Telek András - Toldi Géza - Tóth Potya István - Turay József - Varga Zoltán - Vépi Péter - Vilezsál Oszkár - Weisz Ferenc - Zsiborás Gábor |

## Istoria antrenorilor
| - Thomas Doll (2013-) - Ricardo Moniz (2012-2013) - Détári Lajos (2011-2012) - Nagy Tamás (2011) - Prukner László (2010-2011) - Craig Short (2009-2010) - Bobby Davison (2008-2009) - Csank János (2007-2008) - Zoran Kuntić (2007) - Gellei Imre (2005-2007) - László Csaba (2004-05) - Pintér Attila (2004) - Garami József (2002-03) - Csank János (2000-01) - Stanko Poklepović (1999-2000) - Mucha József (1999) - Marijan Vlak (1999) - Nyilasi Tibor (1997-98) - Varga Zoltán (1996-97) | - Mucha József (1996) - Novák Dezső (1994-96) - Nyilasi Tibor (1990-94) - Rákosi Gyula (1987-1990) - Dalnoki Jenő (1985-87) - Vincze Géza (1984-85) - Novák Dezső (1980-83) - Friedmanszky Zoltán (1978-80) - Dalnoki Jenő (1973-78) - Novák Dezső (1973) - Csanádi Ferenc (1970-73) - Dalnoki Jenő (1970) - Kalocsay Géza (1970) - Lakat Károly (1967-69) - Tátrai Sándor (1966) - Vilezsál Oszkár (1965) - Mészáros József (1961-65) - Tátrai Sándor (1958-61) - Csanádi Árpád (1957) | - Sós Károly (1953-56) - Deák Ferenc (1952) - Urbancsik Gábor (1951) - Vadas Miklós (1950) - Lyka Antal (1948-50) - Opata Zoltán (1947) - Dimény Lajos (1946-47) - Urbancsik Gábor (1945-46) - Berkessy Elemér (1944) - Szabó Pál (1945) - Schaffer Alfréd (1943-44) - Tóth Potya István (1943) - Dimény Lajos (1939-42) - Hlavay György (1938-39) - Rauchmaul Emil (1937-38) - Sándor József (1937) - Bródy Sándor (1937) - Blum Zoltán (1930-37) - Tóth Potya István (1926-30) |

### Numere retrase
- 2 -  Simon Tibor (1965-2002)
- 12 - Al doisprezecelea jucător, rezervat suporterilor